# Distrikt Ventanilla
Der Distrikt Ventanilla liegt in der konstitutionellen Provinz Callao an der Pazifikküste von West-Peru.
Der am 28. Januar 1969 gegründete Distrikt hat eine Fläche von 73,52 km². Beim Zensus 2017 lebten 315.600 Einwohner im Distrikt. Der Distrikt ist identisch mit der Stadt Ventanilla. Am 17. Mai 2014 wurde im Nordosten des Distrikts ein 2,47 km² großes Areal ausgegliedert und bildet seither den Distrikt Mi Perú.

## Geographische Lage
Der Distrikt Ventanilla erstreckt sich über den Norden der Provinz Callao. Er besitzt einen etwa 13 Kilometer langen Abschnitt an der Pazifikküste. Der Distrikt reicht knapp 7 Kilometer ins Landesinnere, bis zu einem Hügelkamm, der parallel zur Küste verläuft.
Der Distrikt Ventanilla grenzt im Norden an die Distrikte Santa Rosa und Ancón (beide in der Provinz Lima), im Osten an die Distrikte Puente Piedra (Provinz Lima) und Mi Perú sowie im Süden an die Distrikte San Martín de Porres (Provinz Lima) und Callao.